# Pravda lejtenanta Klimova
Pravda lejtenanta Klimova (russisk: Правда лейтенанта Климова) er en sovjetisk spillefilm fra 1981 af Oleg Dasjkevitj.

## Medvirkende
- Andrej Rostotskij som Pavel Sergejevitj Klimov
- Jurij Kamornyj som Stepanov
- Pavel Ivanov som Zabelin
- Pjotr Sjelokhonov som Nikolaj Maksimovitj Tjervonenko
- Igor Dobrjakov